# Ди-Џеј Сили
Ди Џеј Сили (енгл. D. J. Seeley; Рединг, 28. новембар 1989) амерички је кошаркаш. Игра на позицији бека.

## Каријера
Сили је колеџ каријеру провео на универзитетима Калифорнија (2008—2010) и Калифорнија Стејт Фулертон (2011—2013). Није изабран на НБА драфту 2013. године. Професионалну каријеру је почео у екипи Радничког из Крагујевца. Ту се није најбоље снашао и раскинуо је уговор у фебруару 2014. године. За Раднички је у АБА лиги просечно бележио 4,8 поена уз 1,7 асистенција, док је у Еврокупу имао 7,7 поена, 1,9 скокова и 1,6 асистенција по мечу. Каријеру је наставио у немачком Бајројту где проводи остатак сезоне.
У сезони 2014/15. наступао је у НБА развојној лиги са Делавер ејтисевенерсима, да би у априлу 2015. прешао у шпанску Манресу до краја сезоне. Сезону 2015/16. почео је у екипи Бешикташа, али је у децембру 2015. прешао у Гран Канарију и тамо се задржао до краја сезоне. Са њима је стигао до полуфинала Еврокупа, а на том путу је бележио 11,4 поена са 50 одсто реализације у шуту иза линије за три поена. У сезони 2016/17. играо је за Макаби из Тел Авива. У сезони 2017/18. поново је бранио боје Гран Канарије.
У сезони 2018/19. је био играч Ритаса и са њима је освојио Куп Литваније. У јула 2019. је потписао уговор са Сарагосом. У овом клубу је провео целу 2019/20. сезону, почео је и наредну, да би почетком децембра 2020. прешао у Бајерн Минхен. У сезони 2021/22. је играо за подгоричку Будућност са којом је освојио дуплу круну у Црној Гори. Сезону 2022/23. је почео у француском Гравлену али се у јануару 2023. вратио у Бајерн Минхен.

## Успеси

### Клупски
- Макаби Тел Авив:
  - Куп Израела (1): 2017.
- Ритас:
  - Куп Литваније (1): 2019.
- Будућност:
  - Првенство Црне Горе (1): 2021/22.
  - Куп Црне Горе (1): 2022.
- Бајерн Минхен:
  - Куп Немачке (2): 2020/21, 2022/23.
- У Клуж-Напока:
  - Првенство Румуније (1): 2023/24.
  - Куп Румуније (1): 2024.